# Encik Yusof bin Ishak
Yusof bin Ishak (ur. 12 sierpnia 1910 w Padang Gajah w stanie Perak, zm. 23 listopada 1970 w Singapurze) – singapurski polityk i dziennikarz, pierwszy prezydent kraju w latach 1965–1970.

## Życiorys
Urodził się w 12 sierpnia 1910 roku w Padang Gajah, małej wiosce w stanie Perak w pobliżu Taiping, w rodzinie malajskiej. Był muzułmaninem.
Od 3 grudnia 1959 sprawował urząd Głowy Państwa Singapuru, będącego wówczas angielską kolonią o szerokiej autonomii. Zastąpił na stanowisku sir Williama Goode’a.
W sierpniu 1963 Singapur wszedł w skład Federacji Malezji, by ostatecznie w sierpniu 1965 proklamować się niepodległą republiką w składzie brytyjskiej Wspólnoty Narodów. W związku z tym 9 sierpnia 1965 Yusof bin Ishak został pierwszym prezydentem Singapuru. Sprawował urząd do swej śmierci 23 listopada 1970. Po nim urząd tymczasowo sprawował Yeoh Ghim Seng, a kolejnym prezydentem Singapuru został 2 stycznia 1971 Benjamin Henry Sheares.

## Życie prywatne
Był żonaty z Puan Noor Aishah, miał syna i dwie córki.